# Netušil (les)
Netušil je dubo-jilmový lužní les, který se rozkládá ve středním Polabí na levém břehu řeky Labe mezi Císařskou Kuchyní a Přerovem nad Labem. Vznikl na místě bývalého stejnojmenného rybníka. Lužní les Netušil jako celek je součástí přírodní rezervace soustavy evropsky významných lokalit Natura 2000 (číslo CZ0214007 Káraný – Hrbáčkovy tůně). Les má dobře zachovalou strukturu a vyskytují se zde rostliny typické pro tento biotop. Je součástí přírodní rezervace Káraný – Hrbáčkovy tůně.
V lese se vyskytují drobné tůně a zvodnělé strouhy, které jsou významným biotopem pro listonohé a žábronohé korýše (listonoh jarní a listonoh letní, žábronožka sněžní). Les je důležitým hnízdištěm četných druhů ptáků a hmyzu v krajině, která je jinak intenzivně zemědělsky využívána. V severní části jsou hydrobiologicky významné tůně a slepá ramena – Arazimovy tůně, Černá tůň, Poltruba a Mansfeldova tůň. 
V posledních letech les trpí nedostatečnou údržbou a rychlým šířením expanzívních druhů rostlin, zejména trnovníku akátu, netýkavky malokvěté, kopřivy dvoudomé a žanovce měchýřníku. Také je častá nepovolená těžba dřeva.